# São Jorge (Santana)
São Jorge ist eine Gemeinde (Freguesia) an der Nordküste der portugiesischen Insel Madeira, im Kreis (Concelho) von Santana. Die Gemeinde hat eine Fläche von 19,3 km² und 1173 Einwohner (Stand 19. April 2021).

## Geschichte
Ab 1419 begann die Besiedlung der Insel Madeira. 1515 wurde die eigenständige Gemeinde São Jorge geschaffen.
Im Nordosten der Gemeinde liegt auf einem weit ins Meer ragenden Felsvorsprung der 1959 gebaute Leuchtturm Farol da Ponta de São Jorge auf einer Höhe von 257 Metern.
1999 nahm die UNESCO den Laurisilva-Wald von Madeira in die Liste des Welterbes auf. Die Gemeinde São Jorge liegt etwa zur Hälfte in diesem Naturschutzgebiet. 

## Verwaltung
São Jorge ist der Name einer Gemeinde (Freguesia). Die Nachbargemeinden sind im Westen Arco de São Jorge und im Osten Ilha und Santana.
Folgende Ortschaften liegen in der Gemeinde São Jorge:
| - Achada de António Teixeira - Achada do Pico - Achada da Felpa - Achada Grande - Açougue - Barranco - Covas | - Fajã Alta - Farrobo - Farrobo de Cima - Farrobo de Baixo - Furna de Pedro Jorge - Jogo da Bola - Lombo do Pico | - Pé do Pico - Pico - Poço e Vale - Pomar - Ribeira Funda - São Pedro - Tanque |

## Söhne und Töchter
- Teodósio Clemente de Gouveia (1889–1962), Erzbischof von Maputo, Mosambik